# سيغولين نيفيل
سيغولين نيفيل (بالفرنسية: Ségolène Neuville)‏ سياسية فرنسية ولدت في 21 حزيران 1970 في مدينة بولون-بيانكور في فرنسا.

أنتخبت كعضوة برلمان في حزيران عام 2012 ونشطت في مجال المواضيع الاجتماعية وحقوق النساء والمساوات بين الفرص بين النساء والرجال.

حين استقال مانويل فالس وحل حكومته في الخامس والعشرين من آب 2014 بقيت سيغولين نوفيل في نفس مسؤولياتها في حكومة فالس الثانية.
رغم كونها بمستوى وزيرة فانها بقيت تعمل بين جمعة وأخرى كطبيبة متطوعة في قسم الامراض المعدية في مستشفى بيربيجنان.